# Setaphis simplex
Setaphis simplex är en spindelart som först beskrevs av Simon 1885.  Setaphis simplex ingår i släktet Setaphis och familjen plattbuksspindlar.
Artens utbredningsområde är Tunisien. Inga underarter finns listade i Catalogue of Life.